# 千代崎秀雄
千代崎 秀雄（ちよざき ひでお、1928年 - 2004年）は、日本のキリスト教牧師、著作家。

## 生涯
- 1928年 東京市本所区（現・墨田区）出身
- 東京聖書学院卒業
- 1973年 青山学院大学大学院文学研究科聖書神学思想専攻博士課程修了
- アジア神学大学院博士課程修了、牧会学博士
- 元日本ホーリネス教団東京中央教会牧師、東京聖書学院教授
- 妻は千代崎聖子牧師（大川従道の実姉）

## 著作
- 『新聖書注解』いのちのことば社
  - 旧約第二巻
  - 旧約第四巻
- 『キリスト教キーワードABC』いのちのことば社
- 『虹色の落ち穂』いのちのことば社
- 『生きること死ぬこと』いのちのことば社
- 『新しい愛の誕生』いのちのことば社
- 『愛する者、天に旅立つ』いのちのことば社
- 『まごころのこもった葬儀』
- 『聖書おもしろ事典』有斐閣
- 『ZOKU聖書おもしろ事典』有斐閣
- 『聖書の名句・名言（現代新書）』講談社
- 『日本語になったキリスト教のことば』講談社
- 『生活の処方箋』キリスト新聞社